# Liste der Naturdenkmale in Niedergörsdorf

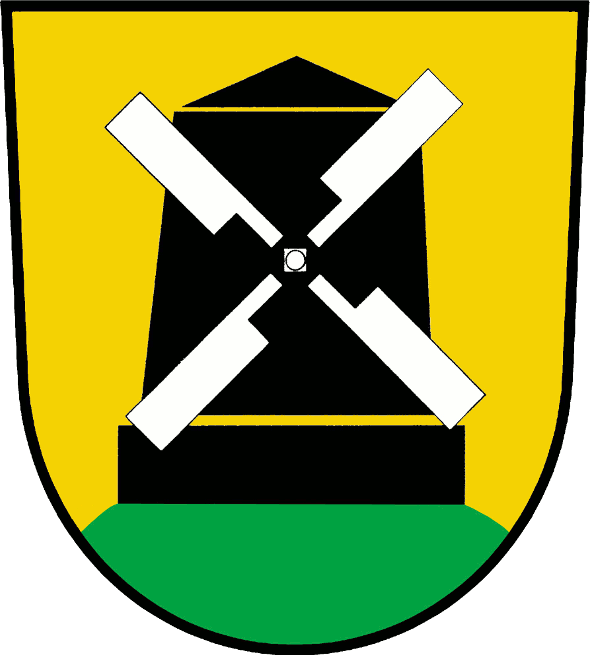
Wappen von Niedergörsdorf

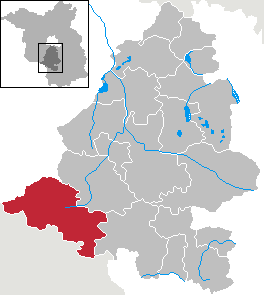
Lage von Niedergörsdorf

Die Liste der Naturdenkmale in Niedergörsdorf enthält alle Naturdenkmale der brandenburgischen Gemeinde Niedergörsdorf und ihrer Ortsteile, welche durch Rechtsverordnung geschützt sind. Naturdenkmäler sind Einzelschöpfungen der Natur, deren Erhaltung wegen ihres beeindruckenden Aussehen, ihrer Seltenheit, ihren Alter oder ihrer Eigenart sowie ihrer ökologischen, wissenschaftlichen, geschichtlichen, volks- oder heimatkundlichen Bedeutung im öffentlichen Interesse liegt oder den Landschaftsraum prägen. Grundlage sind die Veröffentlichungen des Landkreises Teltow-Fläming, wo durch die entsprechenden staatlichen Behörden per Rechtsverordnung oder Gesetz die Naturdenkmale festgesetzt wurden. Dabei wird durch die Festsetzung in 4 verschiedene Kategorien unterschieden:
- Bäume - „Bäume, Baumreihen, Baumgruppen, Alleen, Relikte natürlicher Wälder“[3]
- Findlinge[4]
- Naturdenkmal nass - „Hohlformen, Quellen/Salzaustritte, Moore, Moorseen, Feuchtwiesen, natürliche Bachläufe“[5]
- Naturdenkmal trocken - „Erosionsrinnen, Trockentäler, Dünen, Trockenhänge, Heiden, Erdfälle, Trockenrasen“[6]

## Legende
In den Spalten befinden sich folgende Informationen:
- Nr.: Identifizierungsnummer nach veröffentlichter Liste. Sie wird von der unteren Naturschutzbehörde des Landkreises oder der kreisfreien Stadt vergeben. Wenn sie bekannt ist, wird sie angegeben. In dieser Spalte kann sich zusätzlich das Wort Wikidata befinden, der entsprechende Link führt zu Angaben zu diesem Naturdenkmal bei Wikidata.
- Bezeichnung: Benennung des Naturdenkmals, in der Regel wird bei Bäume die Baumart genannt. Bekannte Eigennamen werden mit angegeben.
- Gemarkung: Ort oder Gemarkung, in der sich das Naturdenkmal befindet
- Lage: Nennt die Lage des Naturdenkmals im jeweiligen Ortsteil und die geografischen Koordinaten des Naturdenkmals. Link zu einem Kartenansichtstool, um Koordinaten zu setzen. In der Kartenansicht sind Naturdenkmale ohne Koordinaten mit einem roten beziehungsweise orangen Marker dargestellt und können in der Karte gesetzt werden. Denkmale ohne Bild sind mit einem blauen bzw. roten Marker gekennzeichnet, Denkmale mit Bild mit einem grünen beziehungsweise orangen Marker.
- Beschreibung: die Beschreibung des Naturdenkmales
- Schutzzweck: Erläutert den Grund der Unterschutzstellung
- Bild: Zeigt ein Bild des Naturdenkmales und gegebenenfalls ein Link zu weiteren Fotos im Medienarchiv Wikimedia Commons

## Blönsdorf

### Bäume
| Bild                                    | Bezeichnung                                  | Lage | Beschreibung | Schutzzweck                                             | Nummer                                  |
| --------------------------------------- | -------------------------------------------- | --- | ------------ | ------------------------------------------------------- | --------------------------------------- |
| Direkt Bild zu diesem Denkmal hochladen | Linde (Baum)                                 | Blönsdorf, Grundstück O Kirche, Mitte der Grundstückfront, an der Mauer; Flur 2, Flurstück 56 ()                            | ehemalig     | Eigenart (Alter, Größe), Schönheit (Ortsbild)           | Blattnummer: 154, Registernummer: B0409 |
| BW                                      | Linde (Tilia spec.) (Baum)                   | Blönsdorf, Grundstück O Kirche, SW - Winkel, an der Mauer; Flur 2, Flurstück 56 (51° 57′ 27,1″ N, 12° 53′ 9,8″ O)           |              | Eigenart (Alter, Ausbildungsform)                       | Blattnummer: 114, Registernummer: B0410 |
| Direkt Bild zu diesem Denkmal hochladen | Ulme (Baumgruppe)                            | Blönsdorf, Dalichow, 0,1 km O Kirche am Teich; Flur 11, Flurstück 20 ()                                                     | ehemalig     | Eigenart (Alter, Größe), Seltenheit                     | Blattnummer: 153, Registernummer: B0411 |
| BW                                      | Esche (Fraximus excelsior) (Baum)            | Blönsdorf, Kurzlipsdorf, Grundstück am Südrand des Ortes; Flur 10, Flurstück 27, 30/1, 58 (51° 58′ 5,8″ N, 12° 51′ 38,1″ O) |              | Eigenart (Alter, Größe), Schönheit (Landschaftsbild)    | Blattnummer: 111, Registernummer: B0412 |
| Direkt Bild zu diesem Denkmal hochladen | Eiche (Baum)                                 | Blönsdorf, Mellnsdorf, 1,2 km SO Kirche auf Acker; Flur 6, Flurstück 15 ()                                                  | ehemalig     | Eigenart (Ausbildungsform), Schönheit (Landschaftsbild) | Blattnummer: 131, Registernummer: B0445 |
| BW                                      | Rosskastanie (Aesculus hippocastanum) (Baum) | Blönsdorf, Mellnsdorf, vor Haus Nummer 6 (Fam. Höhne); Flur 5, Flurstück 70 (51° 56′ 57,1″ N, 12° 51′ 59,6″ O)              |              | Eigenart (Alter, Größe), Schönheit (Landschaftsbild)    | Blattnummer: 113, Registernummer: B0900 |

### Findlinge
| Bild                                    | Bezeichnung | Lage                                                                          | Beschreibung | Schutzzweck                                                | Nummer                                 |
| --------------------------------------- | ----------- | ----------------------------------------------------------------------------- | ------------ | ---------------------------------------------------------- | -------------------------------------- |
| Direkt Bild zu diesem Denkmal hochladen | Findling    | Blönsdorf, Mellnsdorf, 0,3 km S am Weg nach Naundorf; Flur 6, Flurstück 20 () | ehemalig     | Erdgeschichtliche Bedeutung, naturgeschichtliche Bedeutung | Blattnummer: 14, Registernummer: F0593 |

### Naturdenkmale Nass
| Bild                                    | Bezeichnung           | Lage | Beschreibung | Schutzzweck                                                | Nummer                                 |
| --------------------------------------- | --------------------- | --- | ------------ | ---------------------------------------------------------- | -------------------------------------- |
| BW                                      | Viehtränke (Hohlform) | Blönsdorf, 0,35 km SW OT Mellnsdorf (Kirche); Flur 5, Flurstück 46 (51° 56′ 44,1″ N, 12° 51′ 50,6″ O)           |              | Erdgeschichtliche Bedeutung, naturgeschichtliche Bedeutung | Blattnummer: 30, Registernummer: N0046 |
| BW                                      | Hohlform              | Blönsdorf, 0,9 km SW OT Mellnsdorf (Kirche); Flur 5, Flurstück 52 (51° 56′ 31″ N, 12° 51′ 27,6″ O)              |              | Erdgeschichtliche Bedeutung, naturgeschichtliche Bedeutung | Blattnummer: 34, Registernummer: N0065 |
| BW                                      | Röthpfuhl (Hohlform)  | Blönsdorf, Dalichow, 1,8 km WNW Kirche; Flur 8, Flurstück 25 (Wa) (51° 58′ 42,6″ N, 12° 53′ 50,9″ O)            |              | Erdgeschichtliche Bedeutung, naturgeschichtliche Bedeutung | Blattnummer: 36, Registernummer: N0066 |
| BW                                      | Hohlform              | Blönsdorf, 1,1 km S Ort, W Weg nach Naundorf; Flur 3, Flurstück 47 (Wa) (51° 56′ 53,6″ N, 12° 53′ 13,1″ O)      |              | Erdgeschichtliche Bedeutung, naturgeschichtliche Bedeutung | Blattnummer: 33, Registernummer: N0067 |
| BW                                      | Hohlform              | Blönsdorf, 1,1 km SSW Kirche, mitten auf dem Acker; Flur 6, Flurstück 5 (Wa) (51° 56′ 56,2″ N, 12° 52′ 37,7″ O) |              | Erdgeschichtliche Bedeutung, naturgeschichtliche Bedeutung | Blattnummer: 31, Registernummer: N0114 |
| BW                                      | Hohlform              | Blönsdorf, Dalichow, 1 km WSW Kirche; Flur 12, Flurstück 9 (außer Weg) (51° 58′ 16,8″ N, 12° 54′ 27,6″ O)       |              | Erdgeschichtliche Bedeutung, naturgeschichtliche Bedeutung | Blattnummer: 35, Registernummer: N0248 |
| Direkt Bild zu diesem Denkmal hochladen | Hohlform              | Blönsdorf, Dalichow, 1,3 km ONO Kirche; Flur 8, Flurstück 23 (Wa) ()                                            | ehemalig     | Erdgeschichtliche Bedeutung, naturgeschichtliche Bedeutung | Blattnummer: 31, Registernummer: N0375 |

## Bochow

### Bäume
| Bild | Bezeichnung                       | Lage                                                                                | Beschreibung | Schutzzweck                         | Nummer                                  |
| ---- | --------------------------------- | ----------------------------------------------------------------------------------- | ------------ | ----------------------------------- | --------------------------------------- |
| BW   | Flatterulme (Ulmus laevis) (Baum) | Bochow, Pfarrgarten am Zaun; Flur 3, Flurstück 56 (51° 56′ 51,4″ N, 13° 5′ 13,6″ O) |              | Eigenart (Alter, Größe), Seltenheit | Blattnummer: 116, Registernummer: B0416 |

### Naturdenkmale Nass
| Bild | Bezeichnung              | Lage | Beschreibung | Schutzzweck                                                | Nummer                                 |
| ---- | ------------------------ | --- | ------------ | ---------------------------------------------------------- | -------------------------------------- |
| BW   | Breiter Pfuhl (Hohlform) | Bochow, 2 km WSW Kirche; Oehna, 2,1 km NO Kirche; Flur 4, Flurstück 70 (Wa) (51° 56′ 32,3″ N, 13° 3′ 32,7″ O) |              | Erdgeschichtliche Bedeutung, naturgeschichtliche Bedeutung | Blattnummer: 37, Registernummer: N0016 |

## Danna

### Bäume
| Bild                                    | Bezeichnung                                       | Lage                                                                                        | Beschreibung | Schutzzweck                                                                           | Nummer                                  |
| --------------------------------------- | ------------------------------------------------- | ------------------------------------------------------------------------------------------- | ------------ | ------------------------------------------------------------------------------------- | --------------------------------------- |
| Direkt Bild zu diesem Denkmal hochladen | Friedenseiche (Baum)                              | Danna, Eckmannsdorf, Platz am westlichen Ortsausgang; Flur 6, Flurstück 109 (hist. 72/7) () | ehemalig     | Schönheit (Ortsbild), landeskundliche Bedeutung                                       | Blattnummer: 150, Registernummer: B0417 |
| Direkt Bild zu diesem Denkmal hochladen | Baumgruppe (Baumgruppe)                           | Danna, Eckmannsdorf, um den Dorfteich; Flur 6, Flurstück 109 (hist. 72/7) ()                | ehemalig     | Schönheit (Ortsbild)                                                                  | Blattnummer: 149, Registernummer: B0418 |
| Direkt Bild zu diesem Denkmal hochladen | Eiche (Baum)                                      | Danna, N Ort, 0,16 km N Weg am Ortsrand; Flur 5, Flurstück 10/3 ()                          | ehemalig     | Schönheit (Landschaftsbild)                                                           | Blattnummer: 148, Registernummer: B0419 |
| BW                                      | Blutbuche (Fagus sylvatica „Atropurpurea“) (Baum) | Danna, Eckmannsdorf, Friedhof; Flur 6, Flurstück 59/1 (51° 59′ 45,2″ N, 12° 53′ 48″ O)      |              | Eigenart (Alter, Größe), Schönheit (Ortsbild), wissenschaftliche Gründe (Dendrologie) | Blattnummer: 118, Registernummer: B0420 |

### Naturdenkmale Nass
| Bild | Bezeichnung                      | Lage                                                                                           | Beschreibung | Schutzzweck                                                | Nummer                                 |
| ---- | -------------------------------- | ---------------------------------------------------------------------------------------------- | ------------ | ---------------------------------------------------------- | -------------------------------------- |
| BW   | bei den „Quermaathen“ (Hohlform) | Danna, Eckmannsdorf, 2,3 km SO Kirche; Flur 9, Flurstück 14 (51° 59′ 17,3″ N, 12° 55′ 41,6″ O) |              | Erdgeschichtliche Bedeutung, naturgeschichtliche Bedeutung | Blattnummer: 38, Registernummer: N0012 |

### Naturdenkmal Trocken
| Bild | Bezeichnung                               | Lage | Beschreibung | Schutzzweck                | Nummer                                |
| ---- | ----------------------------------------- | --- | ------------ | -------------------------- | ------------------------------------- |
| BW   | Dannaer Rummel, Rummelkloten (Trockental) | Danna, 2,3 km N Kirche, O Feldheim; Flur 1, Flurstück 13/17, 18, 58/5, 59/9, 85 (52° 0′ 44,2″ N, 12° 51′ 24,7″ O) |              | naturgeschichtliche Gründe | Blattnummer: 3, Registernummer: T0369 |
| BW   | Lange Stücke (tw.) (Trockental)           | Danna, 2,5 km N Kirche; Flur 1, Flurstück 27/9, 67/31, 91, 93, 110–113, 115 (52° 0′ 52,3″ N, 12° 51′ 56,7″ O)     |              | naturgeschichtliche Gründe | Blattnummer: 4, Registernummer: T0370 |

## Dennewitz

### Bäume
| Bild            | Bezeichnung                       | Lage                                                                                         | Beschreibung | Schutzzweck                         | Nummer                                  |
| --------------- | --------------------------------- | -------------------------------------------------------------------------------------------- | ------------ | ----------------------------------- | --------------------------------------- |
| Fotos hochladen | Flatterulme (Ulmus laevis) (Baum) | Dennewitz, O Kirche, N Bülowdenkmal; Flur 3, Flurstück 304 (51° 58′ 11,5″ N, 13° 0′ 46,5″ O) |              | Eigenart (Alter, Größe), Seltenheit | Blattnummer: 119, Registernummer: B0446 |

## Langenlipsdorf

### Bäume
| Bild | Bezeichnung                       | Lage | Beschreibung | Schutzzweck                                               | Nummer                                  |
| ---- | --------------------------------- | --- | ------------ | --------------------------------------------------------- | --------------------------------------- |
| BW   | Flatterulme (Ulmus laevis) (Baum) | Langenlipsdorf, Langenlipsdorf W Friedhof; Flur: 4 Flurst.: 18, 20/1, 20/2 (51° 55′ 3,3″ N, 13° 5′ 32,6″ O) |              | Eigenart (Alter, Größe), Schönheit (Ortsbild), Seltenheit | Blattnummer: 120, Registernummer: B0443 |

### Naturdenkmale Nass
| Bild | Bezeichnung                         | Lage                                                                                                 | Beschreibung | Schutzzweck                | Nummer                                 |
| ---- | ----------------------------------- | --- | ------------ | -------------------------- | -------------------------------------- |
| BW   | Rotpfuhl, Rötepfuhl (Hohlform)      | Langenlipsdorf, 1,2 km NNW Kirche; Flur 2, Flurstück 76 (Rötefuhl) (51° 55′ 43,5″ N, 13° 5′ 12,5″ O) |              | naturgeschichtliche Gründe | Blattnummer: 39, Registernummer: N0022 |
| BW   | Schafwäsche, Dall (Hohlform)        | Langenlipsdorf, 0,7 km NO Kirche; Flur 3, Flurstück 70 (51° 55′ 16,9″ N, 13° 5′ 59,8″ O)             |              | naturgeschichtliche Gründe | Blattnummer: 40, Registernummer: N0023 |
| BW   | Werftpfuhl, Quackerpfuhl (Hohlform) | Langenlipsdorf, 0,7 km OSO Kirche; Flur 4, Flurstück 171, 247 (51° 54′ 51,9″ N, 13° 6′ 0,7″ O)       |              | naturgeschichtliche Gründe | Blattnummer: 4, Registernummer: N0030  |

## Malterhausen

### Bäume
| Bild                                    | Bezeichnung                                     | Lage                                                                                                | Beschreibung | Schutzzweck                                                                               | Nummer                                  |
| --------------------------------------- | ----------------------------------------------- | --------------------------------------------------------------------------------------------------- | ------------ | ----------------------------------------------------------------------------------------- | --------------------------------------- |
| Direkt Bild zu diesem Denkmal hochladen | Rosskastanie (Baum)                             | Malterhausen, 3,0 km WNW Teich, Lindow, 1,8 km WNW Kirche auf freiem Acker; Flur 6, Flurstück 41 () | ehemalig     | Schönheit (Landschaftsbild)                                                               | Blattnummer: 144, Registernummer: B0423 |
| BW                                      | Friedenseiche Stieleiche (Quercus robur) (Baum) | Malterhausen, W Teich; Flur 2, Flurstück 642 (52° 0′ 22″ N, 12° 56′ 10,2″ O)                        |              | Eigenart (Alter, Größe, Ausbildungsform), Schönheit (Ortsbild), landeskundliche Bedeutung | Blattnummer: 121, Registernummer: B0424 |

### Naturdenkmale Nass
| Bild | Bezeichnung           | Lage | Beschreibung | Schutzzweck                | Nummer                                |
| ---- | --------------------- | --- | ------------ | -------------------------- | ------------------------------------- |
| BW   | Röthepfuhl (Hohlform) | Malterhausen und Niedergörsdorf, Kaltenborn, 0,9 km N Kirche; Flur 3 u. 17, Flurstück 32/2, 33, 38, 39 und 40 (51° 59′ 37,2″ N, 12° 56′ 50,6″ O) |              | naturgeschichtliche Gründe | Blattnummer: 42 Registernummer: N0013 |

### Naturdenkmal Trocken
| Bild | Bezeichnung                        | Lage | Beschreibung | Schutzzweck                | Nummer                                |
| ---- | ---------------------------------- | --- | ------------ | -------------------------- | ------------------------------------- |
| BW   | Lindower Rummel (Trockental)       | Malterhausen, 3,4 km NW Teich, Lindow, 2,3 km NW Kirche; Flur 6, Flurstück 9, 11–16 (52° 1′ 20,1″ N, 12° 53′ 43,7″ O)                                         |              | naturgeschichtliche Gründe | Blattnummer: 5, Registernummer: T0367 |
| BW   | Eckmannsdorfer Rummel (Trockental) | Danna und Malterhausen, 4,1 km WNW Teich, Lüdendorf, 1,0 km SSO Ort; Flur 1 u. 6, Flurstück 40/2, 42, 125 und 61, 64, 65, 89 (52° 1′ 3,6″ N, 12° 52′ 42,2″ O) |              | naturgeschichtliche Gründe | Blattnummer: 6, Registernummer: T0371 |

## Niedergörsdorf

### Bäume
| Bild                                    | Bezeichnung                     | Lage | Beschreibung | Schutzzweck                                                              | Nummer                                  |
| --------------------------------------- | ------------------------------- | --- | ------------ | ------------------------------------------------------------------------ | --------------------------------------- |
| BW                                      | Linde (Tilia spec.) (Baum)      | Niedergörsdorf, Gölsdorf, 0,5 km WSW Kirche, am Abzweig nach Oehna; Flur 9, Flurstück 84/2, 156, 250 (51° 57′ 10,9″ N, 12° 58′ 43,9″ O) |              | Eigenart (Ausbildungsform), Schönheit (Ortsbild)                         | Blattnummer: 122, Registernummer: B0422 |
| Fotos hochladen                         | Linde (Baum)                    | Niedergörsdorf, Ortsmitte, vor Haus Nr. 8; Flur 4, Flurstück 43 (51° 57′ 11″ N, 12° 58′ 43,6″ O)                                        | ehemalig     | Eigenart (Alter, Größe)                                                  | Blattnummer: 145, Registernummer: B0425 |
| BW                                      | Linde (Tilia spec.) (Baum)      | Niedergörsdorf, Kaltenborn, vor Pfarrhaus; Flur 17, Flurstück 13 (51° 59′ 9,7″ N, 12° 56′ 45,6″ O)                                      |              | Eigenart (Alter, Größe)                                                  | Blattnummer: 124, Registernummer: B0426 |
| Direkt Bild zu diesem Denkmal hochladen | Eichenallee Denkmalberg (Allee) | Niedergörsdorf, N Chaussee nach Dennewitz, Weg zum Schinkeldenkmal, Am Denkmalberg; Flur 3, Flurstück 13/1, 20, 12/2, 18/1 ()           | ehemalig     | Eigenart (Alter), Schönheit (Landschaftsbild), landeskundliche Bedeutung | Blattnummer: 143, Registernummer: B0427 |
| BW                                      | Linde (Baum)                    | Niedergörsdorf, Kaltenborn, Kirchhof; Flur 17, Flurstück 4/1 (51° 59′ 8,8″ N, 12° 56′ 46,4″ O)                                          |              | Eigenart (Alter, Größe), Schönheit                                       | Blattnummer: 126, Registernummer: B0428 |

### Naturdenkmale Nass
| Bild | Bezeichnung              | Lage | Beschreibung | Schutzzweck                | Nummer                                 |
| ---- | ------------------------ | --- | ------------ | -------------------------- | -------------------------------------- |
| BW   | Flachsröthe (Hohlform)   | Niedergörsdorf, 0,9 km SSO Kirche, W Bahn; Flur 4, Flurstück 81 (Wa) (51° 58′ 16,9″ N, 12° 59′ 20,6″ O)                     |              | naturgeschichtliche Gründe | Blattnummer: 45, Registernummer: N0014 |
| BW   | Kesselgrund (Hohlform)   | Niedergörsdorf, 1,4 km NW Kirche; Flur 5, Flurstück 2 (Pfuhl) (51° 59′ 14″ N, 12° 58′ 6,5″ O)                               |              | naturgeschichtliche Gründe | Blattnummer: 44, Registernummer: N0038 |
| BW   | Am Wolfsgrund (Hohlform) | Niedergörsdorf, Gölsdorf, 1,6 km SW südliche Straßenkreuzung; Flur 12, Flurstück 63 (Wa) (51° 56′ 26,6″ N, 12° 57′ 55,1″ O) |              | naturgeschichtliche Gründe | Blattnummer: 43, Registernummer: N0043 |

## Oehna

### Bäume
| Bild                                    | Bezeichnung                             | Lage                                                                            | Beschreibung | Schutzzweck                         | Nummer                                  |
| --------------------------------------- | --------------------------------------- | ------------------------------------------------------------------------------- | ------------ | ----------------------------------- | --------------------------------------- |
| BW                                      | Flatterulme (Ulmus laevis) (Baumgruppe) | Oehna, O am Dorfteich; Flur 4, Flurstück 8, 9 (51° 55′ 49,6″ N, 13° 1′ 59,5″ O) | 3 Bäume      | Eigenart (Alter, Größe), Seltenheit | Blattnummer: 128, Registernummer: B0429 |
| Direkt Bild zu diesem Denkmal hochladen | Ulme (Baum)                             | Oehna, Pfarrhof; Flur 4, Flurstück 44271 ()                                     | ehemalig     | Eigenart (Alter, Größe), Seltenheit | Blattnummer: 139, Registernummer: B0433 |
| BW                                      | Rotbuche (Fagus sylvatica) (Baum)       | Oehna, Pfarrhof; Flur 4, Flurstück 16/3 (51° 55′ 49,1″ N, 13° 2′ 6,6″ O)        |              | Eigenart (Alter, Größe)             | Blattnummer: 127, Registernummer: B0434 |

### Naturdenkmale Nass
| Bild | Bezeichnung                  | Lage | Beschreibung | Schutzzweck                | Nummer                                 |
| ---- | ---------------------------- | --- | ------------ | -------------------------- | -------------------------------------- |
| BW   | Mathiespfuhl (Hohlform)      | Oehna, Oehna 1,63 km SO Kirche; Flur: 3 Flurst.: 187/4 (51° 55′ 11,4″ N, 13° 3′ 3,3″ O)                   |              | naturgeschichtliche Gründe | Blattnummer: 48, Registernummer: N0018 |
| BW   | Mehlpfuhl, Tränke (Hohlform) | Oehna, Oehna, 0,9 km WSW Kirche; Flur: 4 Flurst.: 230/1, 230/2 (51° 55′ 44,5″ N, 13° 1′ 17,7″ O)          |              | naturgeschichtliche Gründe | Blattnummer: 47, Registernummer: N0019 |
| BW   | Rötekessel (Hohlform)        | Oehna, Oehna, 1,2 km SSW Kirche, W Str. nach Linda; Flur: 7 Flurst.: 39 (51° 55′ 17,4″ N, 13° 1′ 31,1″ O) |              | naturgeschichtliche Gründe | Blattnummer: 46, Registernummer: N0235 |

## Rohrbeck

### Naturdenkmale Nass
| Bild | Bezeichnung                 | Lage | Beschreibung | Schutzzweck                | Nummer                                 |
| ---- | --------------------------- | --- | ------------ | -------------------------- | -------------------------------------- |
| BW   | Kl. Röthe (Hohlform)        | Rohrbeck, 1,3 km NNW Kirche, zw. Reiterpfuhl u. Rohrbecker Röthe; Flur 1, Flurstück 231 (Wa) (51° 58′ 25,2″ N, 13° 2′ 9,6″ O) |              | naturgeschichtliche Gründe | Blattnummer: 49, Registernummer: N0116 |
| BW   | Rohrbecker Röthe (Hohlform) | Rohrbeck, 1,4 km NNW Kirche‚; Flur 1, Flurstück 230 (Wa) (51° 58′ 28,5″ N, 13° 2′ 6,1″ O)                                     |              | naturgeschichtliche Gründe | Blattnummer: 50, Registernummer: N0117 |

## Schönefeld

### Bäume
| Bild                                    | Bezeichnung          | Lage                                             | Beschreibung | Schutzzweck                                                       | Nummer                                  |
| --------------------------------------- | -------------------- | ------------------------------------------------ | ------------ | ----------------------------------------------------------------- | --------------------------------------- |
| Direkt Bild zu diesem Denkmal hochladen | Friedenseiche (Baum) | Schönefeld, Dorfplatz; Flur 3, Flurstück 37/3 () | ehemalig     | Eigenart (Alter), Schönheit (Ortsbild), landeskundliche Bedeutung | Blattnummer: 137, Registernummer: B0435 |

### Naturdenkmale Nass
| Bild | Bezeichnung                    | Lage | Beschreibung | Schutzzweck                | Nummer                                 |
| ---- | ------------------------------ | --- | ------------ | -------------------------- | -------------------------------------- |
| BW   | Hohlform                       | Schönefeld, 1,6 km NNW Kirche, SO Gotteswinkelteich; Flur 1, Flurstück 9/2 (Wa) (51° 59′ 23,5″ N, 12° 48′ 59,1″ O) |              | naturgeschichtliche Gründe | Blattnummer: 55, Registernummer: N0045 |
| BW   | Hohlform                       | Schönefeld, 1,2 km NNW Kirche, O Weg nach Feldheim; Flur 1, Flurstück 12/1 (Wa) (51° 59′ 15,9″ N, 12° 49′ 16,4″ O) |              | naturgeschichtliche Gründe | Blattnummer: 53, Registernummer: N0072 |
| BW   | Hohlform                       | Schönefeld, 1,5 km N Kirche; Flur 1, Flurstück 17/1 (Ödland) (51° 59′ 30,8″ N, 12° 49′ 45,4″ O)                    |              | naturgeschichtliche Gründe | Blattnummer: 51, Registernummer: N0111 |
| BW   | Flachsröthe (Hohlform)         | Schönefeld, 1,3 km N Kirche; Flur 1, Flurstück 21 (Wa) (51° 59′ 24,1″ N, 12° 49′ 51,1″ O)                          |              | naturgeschichtliche Gründe | Blattnummer: 54, Registernummer: N0112 |
| BW   | Schafwäsche, Tränke (Hohlform) | Schönefeld, 1,3 km NNW Kirche; Flur 1, Flurstück 25 (Tränke und Schafwäsche) (51° 59′ 23,6″ N, 12° 50′ 13,5″ O)    |              | naturgeschichtliche Gründe | Blattnummer: 52, Registernummer: N0113 |
| BW   | Hohlform                       | Schönefeld, 2,0 km NNW Kirche; Flur 1, Flurstück 32/3 (Wa) (51° 59′ 39,9″ N, 12° 50′ 35,2″ O)                      |              | naturgeschichtliche Gründe | Blattnummer: 56, Registernummer: N0247 |

## Seehausen

### Findlinge
| Bild                                    | Bezeichnung | Lage                                                                                                   | Beschreibung | Schutzzweck                                                | Nummer                                 |
| --------------------------------------- | ----------- | --- | ------------ | ---------------------------------------------------------- | -------------------------------------- |
| Direkt Bild zu diesem Denkmal hochladen | Findling    | Seehausen, 0,8 km NO Kirche, ehemaliger Weg nach Dalichow, Bahnübergang, Flur 1, Flurstück 178, 179 () | ehemalig     | Erdgeschichtliche Bedeutung, naturgeschichtliche Bedeutung | Blattnummer: 15, Registernummer: F0890 |

## Wergzahna

### Bäume
| Bild                                    | Bezeichnung                       | Lage                                                                                              | Beschreibung | Schutzzweck                                                                                    | Nummer                                  |
| --------------------------------------- | --------------------------------- | ------------------------------------------------------------------------------------------------- | ------------ | ---------------------------------------------------------------------------------------------- | --------------------------------------- |
| Direkt Bild zu diesem Denkmal hochladen | Drei Eichen (Baumgruppe)          | Wergzahna, 0,3 km NW Kirche; Flur 5, Flurstück 6, 27 ()                                           | ehemalig     | Eigenart (Alter, Größe)                                                                        | Blattnummer: 136, Registernummer: B0436 |
| BW                                      | Wildbirne (Pyrus pyraster) (Baum) | Wergzahna, 0,9 km S Kirche, Landesgrenze; Flur 5, Flurstück 179 (51° 57′ 48,5″ N, 12° 47′ 8,2″ O) |              | Eigenart (Alter, Größe), Schönheit (Landschaftsbild), wissenschaftliche Gründe (dendrologisch) | Blattnummer: 132, Registernummer: B0437 |
| BW                                      | Stieleiche (Quercus robur) (Baum) | Wergzahna, 0,4 km NW Kirche; Flur 4; 5, Flurstück 27; 2 (51° 58′ 29,5″ N, 12° 47′ 2,1″ O)         | ehemalig     | Eigenart (Alter, Größe), Schönheit (Landschaftsbild)                                           | Blattnummer: 131, Registernummer: B0438 |
| Direkt Bild zu diesem Denkmal hochladen | Linde (Baum)                      | Wergzahna, am Abzweig nach Marzahna, gegenüber Gaststätte Wollberg; Flur 5, Flurstück 45/4 ()     | ehemalig     | Schönheit (Ortsbild)                                                                           | Blattnummer: 133, Registernummer: B0439 |

### Findlinge
| Bild | Bezeichnung | Lage | Beschreibung | Schutzzweck                | Nummer                                 |
| ---- | ----------- | --- | ------------ | -------------------------- | -------------------------------------- |
| BW   | Findling    | Wergzahna, 0,1 km NO Kirche, am Abzweig nach Marzahna; Flur 2, Flurstück 29/1 (51° 58′ 19,9″ N, 12° 47′ 17″ O) |              | naturgeschichtliche Gründe | Blattnummer: 12, Registernummer: F0600 |

### Naturdenkmale Nass
| Bild | Bezeichnung                          | Lage | Beschreibung | Schutzzweck                | Nummer                                 |
| ---- | ------------------------------------ | --- | ------------ | -------------------------- | -------------------------------------- |
| BW   | Drehningsbach (Natürlicher Bachlauf) | Wergzahna, 0,4 km NW Kirche; Flur 5, Flurstück 96, 97/1, 97/2, 192, 199 (51° 58′ 26,5″ N, 12° 46′ 58,1″ O) |              | naturgeschichtliche Gründe | Blattnummer: 57, Registernummer: N0092 |

## Zellendorf

### Bäume
| Bild                                    | Bezeichnung           | Lage | Beschreibung | Schutzzweck                                                                          | Nummer                                  |
| --------------------------------------- | --------------------- | --- | ------------ | ------------------------------------------------------------------------------------ | --------------------------------------- |
| Direkt Bild zu diesem Denkmal hochladen | Obstbaumallee (Allee) | Zellendorf, Straße nach Körbitz; Flur 2, Flurstück 175/1,160/1, 88/1, 162/2, 164/1, 161, 174/1, 163/1 () | ehemalig     | Eigenart (Alter), Schönheit (Landschaftsbild), Seltenheit, landeskundliche Bedeutung | Blattnummer: 140, Registernummer: B0430 |

### Naturdenkmale Nass
| Bild | Bezeichnung            | Lage                                                                                   | Beschreibung | Schutzzweck                | Nummer                                 |
| ---- | ---------------------- | -------------------------------------------------------------------------------------- | ------------ | -------------------------- | -------------------------------------- |
| BW   | Große Wiese (Hohlform) | Zellendorf, 2,5 km WSW Ort; Flur 5, Flurstück 77, 76 (51° 52′ 52,9″ N, 13° 2′ 32,2″ O) |              | naturgeschichtliche Gründe | Blattnummer: 58, Registernummer: N0233 |